# 曙光乡 (巴彦淖尔市)
曙光乡是中华人民共和国内蒙古自治区巴彦淖尔市临河区下辖的一个乡。
2012年1月20日，内蒙古自治区人民政府批复同意撤销曙光街道办事处，从城关镇划出部分区域，与原曙光街道办事处管辖区域合并，设置曙光乡，曙光乡辖永强、增丰、曙光、庆丰、宏胜、治丰、治安、晨光8个村，乡人民政府驻治丰。

## 行政区划
曙光乡下辖以下村级行政区划单位：
宏胜村、庆丰村、曙光村、增丰村、永强村、晨光村、治丰村和治安村。